# Paderno Ponchielli
Paderno Ponchielli es una localidad y comune italiana de la provincia de Cremona, región de Lombardía, con 1.517 habitantes.

## Evolución demográfica
| Gráfica de evolución demográfica de Paderno Ponchielli entre 1861 y 2001 |
|                                                                          |
| Fuente ISTAT - elaboración gráfica de Wikipedia                          |